# Jeremy Gaige
Jeremy Gaige (Nueva York, 9 de octubre de 1927-Filadelfia, 19 de febrero de 2011) fue un periodista, escritor, e historiador del ajedrez estadounidense. Es muy conocido en el mundo del ajedrez por su trabajo en investigación, recopilación de datos, y publicación de recopilaciones de resultados de torneos históricos, y de datos biográficos de jugadores de ajedrez. Hooper y Whyld han tachado sus trabajos de «escrupulosamente escritos» y han dicho que son «una fuente de referencia para cualquier periodista de ajedrez en todo el mundo». El libro de Gaige, A Catalog of Chess Players and Problemists, de 1969, contiene alrededor de 3.000 nombres con fechas y lugares de nacimiento y muerte de jugadores de ajedrez. A partir de esta publicación, comenzó a recibir muchas informaciones de otros escritores de ajedrez, y gracias a ello, en su libro Chess Personalia (1987) fue capaz de contener mucha más información, alistando aproximadamente 14.000 nombres con lugares y fechas de nacimiento y muerte, y también referencias a fuentes de información biográfica. Murió de enfisema el 19 de febrero de 2011, en su casa de Filadelfia.

## Trabajos y publicaciones
- A Catalog of Chess Players and Problemists. (1969)
- Chess Tournament Crosstables, vol I, 1851–1900. (1969)
- Chess Tournament Crosstables, vol II, 1851–1900. (1971)
- Chess Tournament Crosstables, vol III, 1901–1920. (1972)
- Chess Tournament Crosstables, vol IV, 1921–1931. (1974)
- Chess Tournaments - A Checklist: Vol I: 1849-1950 (1984)
- Chess Tournaments - A Checklist: Vol II: 1951-1980 (1984)
- Chess Tournament Crosstables, vol I, 1851–1900. (1985). Versión revisada de la edición de 1969.
- FIDE-Titled Correspondence Players (1985)
- Catalog of British Chess Personalia (1985)
- Oxford-Cambridge Chess Matches (1873-1987) (1987)
- Chess Personalia—A Biobibliography. (1987), reeditado (2005). McFarland. ISBN 0-7864-2353-6
- Catalog of USA Chess Composers (1987)
- Swiss Chess Personalia (1987)
- FIDE-titled composers (1988)
- Problemist obituary index (1989)
- Chess Personalia—A Biobibliography. (1989). Versión privada de la edición de 1987.
- Index of obituaries in the British Chess Magazine 1881-1988 (1989)
- British FIDE and ICCF titleholders (1989)
- FIDE Female Titleholders (1991)
- USA FIDE-Titled Players & Arbiters (1993).
- Chess Personalia—A Biobibliography. (1994). Versión privada de la edición de 1987.